# Hiwasse
Hiwasse – jednostka osadnicza w Stanach Zjednoczonych, w stanie Arkansas, w hrabstwie Benton.